# Westkerke (Flandre-Occidentale)
Pour les articles homonymes, voir Westkerke.

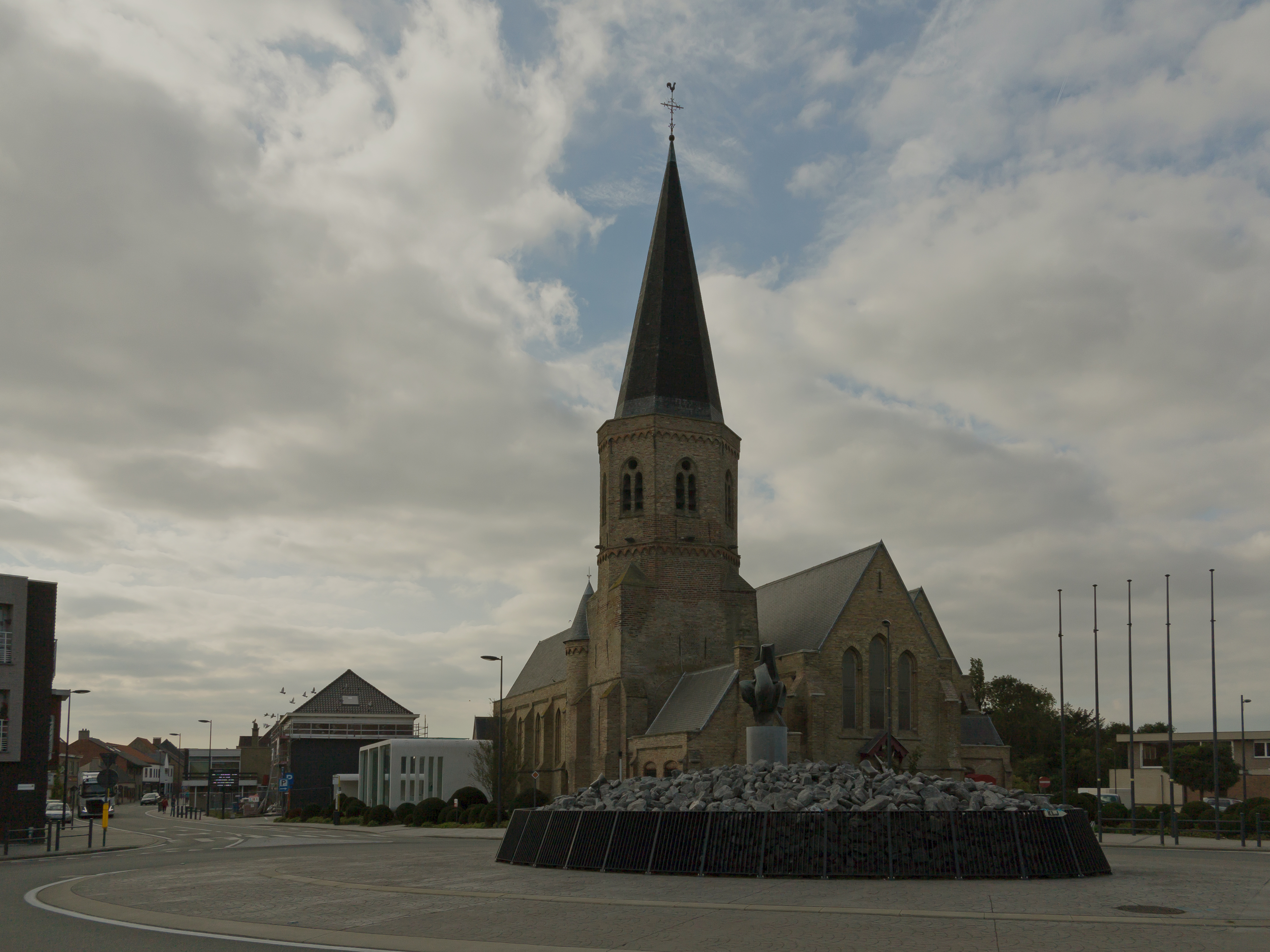
L'église: Sint Audomaruskerk

Westkerke est une section de la ville belge d'Oudenburg située en Région flamande dans la province de Flandre-Occidentale. C'était une commune à part entière avant la fusion des communes de 1977.

## Démographie

### Évolution démographique
- Sources : INS, Rem. : 1831 jusqu'en 1970 = recensements, 1976 = nombre d'habitants au 31 décembre[2].